# Сент Винсент и Гренадини
Сент Винсент и Гренадини (енгл. Saint Vincent and the Grenadines), познати и као Свети Винсент и Гренадини, мала су острвска држава у југоисточном делу Карипског мора, припада Западним Антилима, у централној Америци. Састоји се од острва Сент Винсент и групе Гренадинских острва (Бекија, Кануан, Мајре, Мустик и Јунион).
Главни град је Кингстаун (28.000 становника). Површина је 389 км² и има 109.991 становника, према подацима пописа из 2011. године, што значи да је густина насељености 283 стан/км². Становништво се састоји од претежно црнаца, и мањим делом белаца и карипских домородаца. Религија је хришћанска 89% (30% протестанти, 17% англиканци, 9% католици и 33% остали хришћани).
По уређењу, Сент Винсент и Гренадини су демократска, уставна и парламентарна монархија и као чланица Комонвелта нација, за свог поглавара признаје британског монарха (краља). Национална монета је источнокарипски долар. Клима је тропска (просечно око 24 °C). Службени језик  је енглески, али се говори и креолски.
Ова земља има велике туристичке потенцијале. Најважнији извозни производи су банане, кокос и шећерна трска. Сент Винсент и Гренадини су чланица УН, Комонвелта, Организације Америчких држава и Светске трговинске организације.
Ова острва открио је највероватније Колумбо, први европски досељеници били су Французи, да би Британци преузели власт око 1720. године и владали овим просторима до 27. октобра 1979. када су Сент Винсент и Гренадини постали независна држава у оквиру Комонвелта.

## Етимологија
Кристофер Колумбо, први Европљанин који је стигао на острво, дао му је име по светом Викентију Сарагошком, чији је празник био на дан када га је Колумбо први пут видео (22. јануара 1498). Име Гренадина односи се на шпански град Гранаду, али за разликовање од истоименог острва коришћена је умањеница. Пре доласка Шпанаца, староседеоци Кариба који су насељавали острво Свети Винсент назвали су га Јоломејн, у част Јололуса, духа дуге, за кога су веровали да насељава острво.

## Географија

### Положај
Сент Винсент и Гренадини се налази у Карибима западно од Барбадоса, јужно од Свете Луције, и северно од Гренаде. Површина државе износи 389 km².
Сент Винсент и Гренадини се састоје од главног острва Сент Винсент (344 km²) и северних Гренадина (45 km²) који се протежу између Сент Винсента и Гранаде. Острво Сент Винсент је вулканског порекла, а највиши врх је вулкан Суфријер висок 1.234 метра.

### Флора и фауна
Док је Сeнт Винсент бујно пошумљен - и повремено активан - вулкан достиже висину до 1.234 метра надморске висине, Гренадини су сува, ниска кречњачка острва. Само их је девет насељено. Ова земља је међу реткима којима је дозвољен лов на китове према правилима о издржавању ИВЦ, а Беквији је овлашћена да лови до четири грбава кита годишње.
Сент Винсент има дугу историју успешних акција очувања биодиверзитета. Његов најпознатији успех био је опоравак Сент Винсент папагаја, врсте која је била озбиљно угрожена трговином кућним љубимцима. Захваљујући теренској кампањи и строжем спровођењу, популација папагаја се повећала са око 400 јединки у 1980-има на више од 800 данас.

Много је других врста којима је хитно потребна пажња, укључујући ретко виђену црну змију Сент Винсент, гекона Јунион Исланд и разне корале и морске рибе. Пропадање станишта и прекомерна експлоатација, посебно за међународну трговину кућним љубимцима, и даље представљају претњу многим врстама.

## Историја

### Претколонијални период
Првобитно име острва Сент Винсент било је Јулумејн, како га је називало домородачко племе Кариби. Кариби су агресивно бранили своје острво од европских досељеника све до 1719. године.
Пре доласка Европљана и Африканаца у 16. веку, разни староседелачки амерички народи пролазили су или насељавали Свети Винцент и Гренадине, укључујући Сибонеје, Аравак и Карибе.

### Колонијални период
Сматра се да је Кристофор Колумбо 1498. године видео острво, дајући му име Свети Винсент. Домородачки народ Гарифуна, који је постао познат под називом „Црне карибе“, агресивно је спречавао европско насељавање Светог Винсента.

#### Француска и британска колонизација и Први карипски рат
Разни покушаји Енглеза и Холанђана да освоје острво показали су се неуспешним, а управо су Французи били први који су успели да колонизују острво, населивши се у граду Бараули на заветринској страни Светог Винсента 1719. Французи су са собом довели заробљене афричке ратне заробљенике да обрађују плантаже шећера, кафе, индига, дувана, памука и какаоа.
Британци су заузели острво и протерали Французе из Бараулија током Седмогодишњег рата, тврдња која је потврђена Париским миром (1763). Преузевши контролу над острвом 1763. године, Британци су поставили темеље Форта Шарлоте, а такође су са собом довели и поробљене афричке ратне заробљенике да раде на острвским плантажама. Црне карибе су ушле у отворени сукоб против Британаца, започињући Први карипски рат који је трајао од 1772. до 1773.
Током англо-француског рата (1778–1783) Французи су поново заузели Свети Винсент 1779. Међутим, Британци су повратили контролу према Париском миру (1783).

#### Британски колонијални период и Други карипски рат
Нелагодан мир између Британије и Црних Кариба довео је до Другог карипског рата, који је трајао од 1795. до 1796. Црне Карибе водио је поглавица Јозеф Шатојер, а подржали су их Французи, посебно радикални Жан-Батист Виктор Иго са острва Мартиник. Њихов устанак на крају је 1797. године окончао британски генерал сер Ралф Аберкомби; склопљен је мировни споразум који је резултирао у томе да је скоро 5.000 Црних Кариба прогнано на Роатан, острво уз обалу Хондураса, у Белизе и Белисо на Гренадинима.
Ропство је забрањено на Сент Винсенту 1834. (као и у другим британским колонијама). Ово је довело до мањка радне снаге. Овај проблем је решен доласком имиграната и најамника. Током 1840-их стигли су португалски имигранти са острва Мадеире, а између 1861. и 1868 стигли су бројни радници из Источне Индије. Услови су и даље били тешки како за бивше робове тако и за имигранте јер је економија острва стагнирала због ниске цене шећера све до почетка 20. века.

### 20. век
1902. године избио је вулкан Суфријер, убивши 1.500–2.000 људи; оштећено је много пољопривредног земљишта, а економија се погоршала.
Свети Винсент и Гренадини су прошли кроз различите фазе колонијалног статуса под Британцима. Репрезентативна скупштина одобрена је 1776. године, влада Крунске колоније постављена је 1877. године, законодавно веће основано је 1925. године са ограниченом франшизом, а опште право гласа за одрасле дато је 1951. године. Током периода контроле над Светим Винсентом и Гренадинима, Британија је неколико пута покушала да уједини острво са осталим Острвима приветрине као један ентитет, с циљем поједностављења британске контроле у тој подрегији кроз јединствену јединствену администрацију. Шездесетих година, Британци су поново покушали да обједине сва своја регионална острва, укључујући Свети Винсент, у један уједињени јединствени ентитет под британском контролом. Уједињење је требало назвати Западноиндијска федерација и вођено је жељом да се стекне независност од британске владе. Међутим, покушај се срушио 1962.
У априлу 1979. Суфријер је поново еруптирао. Иако нико није погинуо, хиљаде људи је евакуисано, а опет је дошло до велике пољопривредне штете.
Дана 27. октобра 1979. Свети Винсент и Гренадини постали су последње од острва заветрине која су стекла пуну независност, и овај датум је данас Дан независности земље, државни празник. Земља се одлучила да остане у саставу Британског комонвелта, задржавши краљицу Елизабету као монарха, коју локално представља генерални гувернер.

### Период независности
Од 1958. до 1962. био је у саставу британске Западноиндијске Федерације. Аутономију је добио 1967. а независност заједно са Гренадинима 1979. с премијером Милтоном Кароом, после кога долазе Џејмс Мичел (1984—2000). Арнхим Јустејс (2000—2001) и Ралф Ганселвиз.
2009. године одржан је референдум о предлогу усвајања новог устава који би земљу учинио републиком, замењујући краљицу Елизабету II на месту шефа државе неизвршним председником, предлог који је подржао премијер Гaнсалвиз. Била је потребна двотрећинска већина и предлог је поражен са 29.019 добијених гласова (55,64%) против 22.493 (43,13%).

## Становништво
Број становника према процени у 2018. години износио је 110.211. Етнички састав био је 66% афричког порекла, 19% мешовитог порекла, 6% источноиндијског, 4% Европљана (углавном Португалаца), 2% острвске карибе и 3% осталих. Већина Винсенаца су потомци Африканаца доведених на острво да раде на плантажама. Постоје и друге етничке групе попут Португалаца (са Мадеире) и Источних Индијанаца, доведени да раде на плантажама након укидања ропства од стране Британаца који живе на острву. Такође расте и кинеско становништво.

### Језици
Енглески је службени језик. Већина људи говори креолски. Енглески се користи у образовању, влади, религији и другим формалним доменима, док се креолски (или „дијалект“, како га локално називају) користи у неформалним ситуацијама, као што су код куће и међу пријатељима.

### Религија
Према попису становништва из 2001. године, 81,5% становништва Светог Винсента и Гренадина изјаснило се да је хришћанин, 6,7% има другу религију, а 8,8% нема религију или није изјавило религију (1,5%).
Англиканизам представља највећу верску категорију, са 17,8% становништва. Пентакосталци су друга највећа група (17,6%). Следећа највећа група су методисти (10,9% популације), затим Хришћанска адвентистичка црква (10,2%) и баптисти (10,0%). Међу остале хришћане спадају Јеховини сведоци (0,6%), Римокатолици (7,5%), евангелисти (2,8%), Црква Божја (2,5%), Браћа хришћани (1,3%) и Војска спаса (0,3%).

Између 1991. и 2001. године смањио се број Англикана, Браће, Методиста и Римокатолика, док се повећао број пентекосталаца, евангелика и адвентиста. Број нехришћана је мали. У ове верске групе спадају Растафаријанци (1,5% становништва), Хинду и муслимани (1,5%).

## Влада и политика
Сент Винсент и Гренадини су парламентарна демократија и уставна монархија, са Чарлсом III као краљем Сент Винсента и Гренадина. Он не борави на острвима, а као шефа државе у земљи га представља генерални гувернер, тренутно Сузан Дуган (од 1. августа 2019).
Канцеларија генералног гувернера има углавном церемонијалне функције, укључујући отварање острвског Дома скупштине и именовање различитих владиних званичника. Контролу владе имају изабрани премијер и његов кабинет. Тренутни премијер је Ралф Гонсалвес, изабран 2001. године за шефа Јединствене радничке партије.
Законодавна грана власти је једнодомни Дом скупштине Сент Винсента и Гренадина, који броји 15 изабраних чланова који представљају једночлане изборне јединице и шест именованих чланова познатих као Сенатори. Парламентарни мандат траје пет година, иако премијер може да распише изборе у било ком тренутку.

### Политичка култура
Две политичке странке са парламентарним представљањем су Нова демократска странка (НДП) и Јединствена радничка партија (УЛП). Парламентарну опозицију чини највећи мањински актер на општим изборима, на челу са лидером опозиције. Тренутни лидер опозиције је Годвин Фрајдеј.

### Војска
Сент Винсент нема формалне оружане снаге, иако Royal Saint Vincent and the Grenadines Police Force укључују јединицу за посебне услуге, као и милицију која има пратећу улогу на острву.
2017. године Сент Винсент је потписао УН-ов уговор о забрани нуклеарног оружја.

### Спољни послови
Свети Винсент и Гренадини одржавају блиске везе са Канадом, Уједињеним Краљевством и САД-ом и сарађују са регионалним политичким и економским организацијама као што су Организација држава источних Кариба (ОЕЦС) и ЦАРИЦОМ.

### Људска права
Акти грубе непристојности, за које се може дефинисати да укључују хомосексуалне активности, незаконити су у Сент Винсенту и Гренадинима. Члан 148 Кривичног законика каже:
| „ | Било која особа која јавно или приватно почини акт грубе непристојности са другом особом истог пола или набави или покуша да набави другу особу истог пола да почини акт грубе непристојности са њим или њом је кривично дело и кажњава се затворском казном од пет година. | ” |

## Административна подела
Административно, Свети Винсент и Гренадини су подељени на шест парохија. Пет жупа је на Светом Винсенту, док шесту чине Гренадинска острва. Кингстаун се налази у парохији Saint George и главни је град и централно административно средиште државе.

2013. године, Свети Винсент је позвао европске државе да плате репарације за трговину робљем.

## Привреда
Пољопривреда, у којој доминира производња банана, најважнији је сектор ове економије са нижим и средњим дохотком. Важан је и сектор услуга, заснован углавном на растућој туристичкој индустрији. Влада је била релативно неуспешна у увођењу нових индустрија, а стопа незапослености и даље остаје висока, 19,8% на попису становништва 1991. до 15% 2001. Континуирана зависност од једног усева представља највећу препреку развоју острва, јер су тропске олује током многих година избрисале знатан део банана.
Постоји мали производни сектор и мали офшор финансијски сектор који опслужује међународна предузећа, а његови закони о тајности изазвали су одређену међународну забринутост. Све су већи захтеви за међународним финансијским услугама, попут берзе и финансијских активности финансијских посредника у земљи. Поред тога, староседеоцима Беквија је дозвољено да лове до четири грбава кита годишње у складу са квотама за живот ИВЦ.

## Култура

### Спорт
Крикет, рагби и фудбал најпопуларнији су међу мушкарцима, док је нетбол најпопуларнији међу женама. Веома су популарни и кошарка, одбојка и тенис.
Примарна фудбалска лига у земљи је НЛА Премијер лига, која својој националној (асоцијацији) фудбалској репрезентацији пружа већину играча. Значајан фудбалер је Езра Хендриксон, бивши капитен репрезентације који је играо у неколико фудбалских клубова Мејџор Лиг у Сједињеним Државама, а сада је помоћни тренер у ФК Сијетл Саундерс.
Земља редовно учествује на Карипском првенству у кошарци где се такмиче мушка и женска екипа. Свети Винсент и Гренадини такође имају свој национални рагби савез који се налази на 84. месту на свету. Остали значајни спортови који се играју на регионалном нивоу укључују атлетске терене.

### Музика
Музика популарна у Сент Винсенту и Гренадинима укључује калипсо, соку, стилпен и реге. Популарна је и музика гудачких бендова, квадрил и традиционално приповедање. Један од најуспешнијих домородаца из Ст. Винсента је Кевин Литл. За амбасадора културе на Острву именован је 19. септембра 2013.
Државна химна Светог Винсента и Гренадина је "Свети Винсент, Земља тако лепа", усвојена независношћу 1979. године.

## Галерија
- Paradise bee, плажа на Сент Винсенту.
- Paradise bee, плажа на Сент Винсенту.
- Palm Island beach, плажа на Гренадинима.
- Vue de Lowman's Bay, Сент Винсент.
- Кингстаун, Сент Винсент.
- Обала Сент Винсента.